# مالیشف لوگ
مالیشف لوگ (به لاتین: Malyshev Log) یک منطقهٔ مسکونی در روسیه است که در سرزمین آلتای واقع شده‌است.